# Charles-Édouard de Montozon
Charles-Édouard de Montozon, né le 28 mai 1788 à Périgueux (Guyenne) et décédé le 7 décembre 1856 au château de Lallaing (Nord) est un homme politique français.

## Biographie
Il entre dans l'administration sous le premier Empire, devint chef de division dans les préfecture de la Roër et du Pô, auditeur au conseil d'État le 14 janvier 1811, et successivement sous-préfet de Turin le 8 avril 1813, et la même année de Velletri (département de Rome), en 1814 de Péronne, puis de Sarrebourg et enfin de Saint-Quentin le 29 septembre 1815.
Maire de Lallaing et conseiller général du Nord, partisan de la monarchie constitutionnelle, il est successivement élu député du Nord, le 23 juin 1830, le 5 juillet 1831, le 4 novembre 1837, le 2 mars 1839 et le 9 juillet 1842.
Il siège constamment parmi les ministériels, appuie successivement tous les cabinets qui se succèdent.
Il s'occupe surtout des intérêts de son département, fait rectifier le tracé de la ligne ferrée du Nord et demande la restauration des canaux et des levées de la Scarpe.
Nommé pair de France le 14 août 1845, il rentre dans la vie privée à la Révolution française de 1848.

### Vie familiale
Il est le fils de Jean Baptiste Front de Montozon et de Marie Françoise Chancel d'Eyliac.
Il se marie à Félicité Delfosse (1803-1857), dont trois enfants :
- Ernest (1820-1843) ;
- Marie Adèle (1822-1904), mariée en 1843 avec Henri Davillier[2] (1813-1882)
- Lucie Elisabeth (1826-1895), mariée en 1850 avec Prosper-Claude-Ignace-Constant Brugière de Barante (1816-1889).

## Distinctions
- Commandeur de la Légion d'honneur par décret du 8 juillet 1841[3].

### Sources
- « Charles-Édouard de Montozon », dans Adolphe Robert et Gaston Cougny, Dictionnaire des parlementaires français, Edgar Bourloton, 1889-1891 [détail de l’édition]